# Cheval en Afrique du Sud
L'histoire du cheval en Afrique du Sud débute au milieu du XVIIe siècle, sur un terrain vierge, les premiers Equus ferus caballus y étant apportés par la Compagnie néerlandaise des Indes orientales pour permettre aux colons européens, débarqués au Cap, de travailler la terre. Cet élevage reste civil jusqu'au début du XIXe siècle, puis trouve progressivement un usage militaire, le cheval étant fortement sollicité durant les deux guerres des Boers.
L'Afrique du Sud est l'un des pays africains avec la plus grande diversité de races équines d'élevage et de pratiques équestres sur son sol.

## Histoire

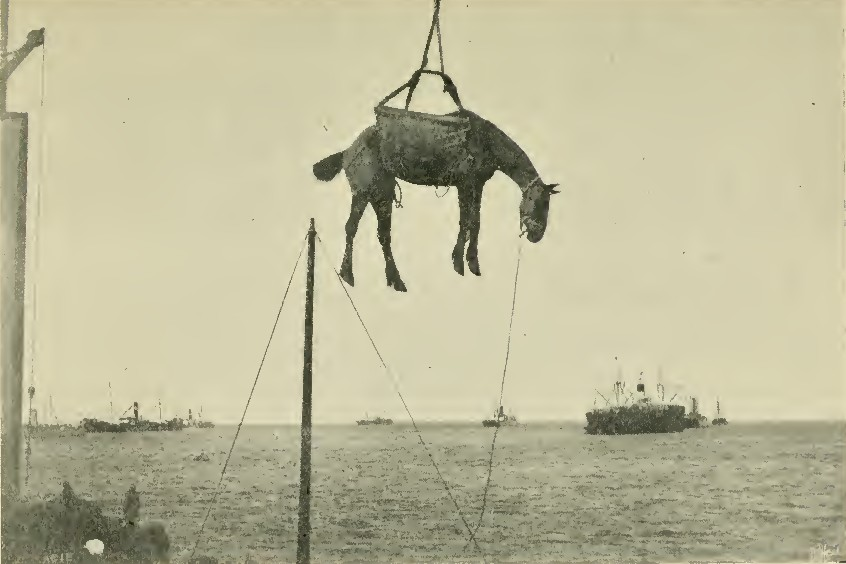
Cheval débarqué d'un navire à Port Elizabeth, dans la colonie du Cap, en 1902.

L'Afrique australe n'a jamais eu de chevaux indigènes, la présence de la mouche tsé-tsé, à laquelle le cheval est sensible, dans les régions tropicales, ayant empêché l'implantation d'élevages équins depuis les pays d'Afrique centrale et d'Afrique de l'Est. Les premiers chevaux introduits le sont dans la région du Cap, peu après les premiers établissements de colons européens, vraisemblablement en 1652 via l'île de Java,. Ils sont présumés avoir été de type Arabe-barbe. L'import des chevaux jusqu'en Afrique du Sud peut être difficile, il arrive que des navires de transport d'équidés sombrent avec toute leur cargaison animale, ou presque : de tels naufrages sont signalés en 1673 et 1690. La prédation, notamment par les lions, semble en revanche un obstacle mineur. En 1673, deux poneys javanais sont importés, suivis de deux chevaux et quatre mules d'Europe en 1676, quatre chevaux perses en 1683, puis de nouveau onze chevaux perses en 1689.
La plupart des premiers colons de l'Afrique du Sud étant au service de la Compagnie néerlandaise des Indes orientales (VOD), ces personnes sont issues des plus basses couches de la société européenne, et ne font pas d'usage militaire du cheval. Cependant, la possession de chevaux domestiques leur permet de se différencier des Africains autochtones, notamment en termes de statut social. Dès 1665, une vente aux enchères de chevaux est organisée, permettant désormais aux colons, les futurs « Boers », d'en pratiquer librement l'élevage.
Les Khoïsan attaquent les colons européens plusieurs fois, dont une fois en juillet 1672, y compris dans le cadre d'attaques à cheval, sans que l'on sache s'il souhaitaient d'emparer des chevaux des Européens ou en faire des sources de nourriture. Les Africains semblent avoir vite associé la présence des Européens à celle de leurs chevaux, et tué ces animaux en cas de conflit, de ce fait. La VOC réagit en créant un premier kommando sur place, en 1670, intégrant une cavalerie militaire : ce kommando participe à la construction d'une différenciation culturelle entre Blancs et Noirs grâce à la maîtrise du cheval, particulièrement chez les hommes. De plus, des habitants locaux patrouillent régulièrement à cheval aux abords des colonies pour prévenir les raids des Khoïsan.
La perte d'un cheval pouvait être davantage regrettée que celle d'un colon. La promulgation précoce de lois visant à protéger les chevaux des exploitations abusives démontre que cet élevage est pris très au sérieux par l'administration locale : en 1686, un plakaat (décret) du gouverneur Simon van der Stel interdit l'utilisation des poulains de moins de trois ans, sous peine d'une amende. Il fait importer des étalons (prétendument de Perse) trois ans plus tard. En 1700, le nombre de chevaux répertoriés en Afrique du Sud est de 928.
En 1661, les 22 chevaux importés présents sur le sol d'Afrique du Sud avaient déjà donné 15 poulains. Au fil des années, les colons possèdent de plus en plus de chevaux par comparaison à la VOD : en 1715, la VOD en détient 396 sur le sol sud-africain, alors que les colons en possèdent 2 325. En 1744, ce nombre est passé à 5 749 chevaux du côté des colons. Dès le XVIIIe siècle, les Africains autochtones accèdent aux connaissances liées au cheval : les Boers les plus fortunés font souvent appel à des aides d'élevage, dont la plupart sont des Hottentots.
Au milieu du XIXe siècle, les Boers exportent largement leurs chevaux vers l'Inde, dont, en 1854, pour fournir la cavalerie anglaise durant la guerre de Crimée.
La pratique de l'équitation dans un cadre privé, hors usages utilitaires ou militaires, remonte à l'établissement du sport hippique à la fin des années 1930. Cet élevage privé se développe de façon importante durant la seconde moitié du XXe siècle.

## Pratiques

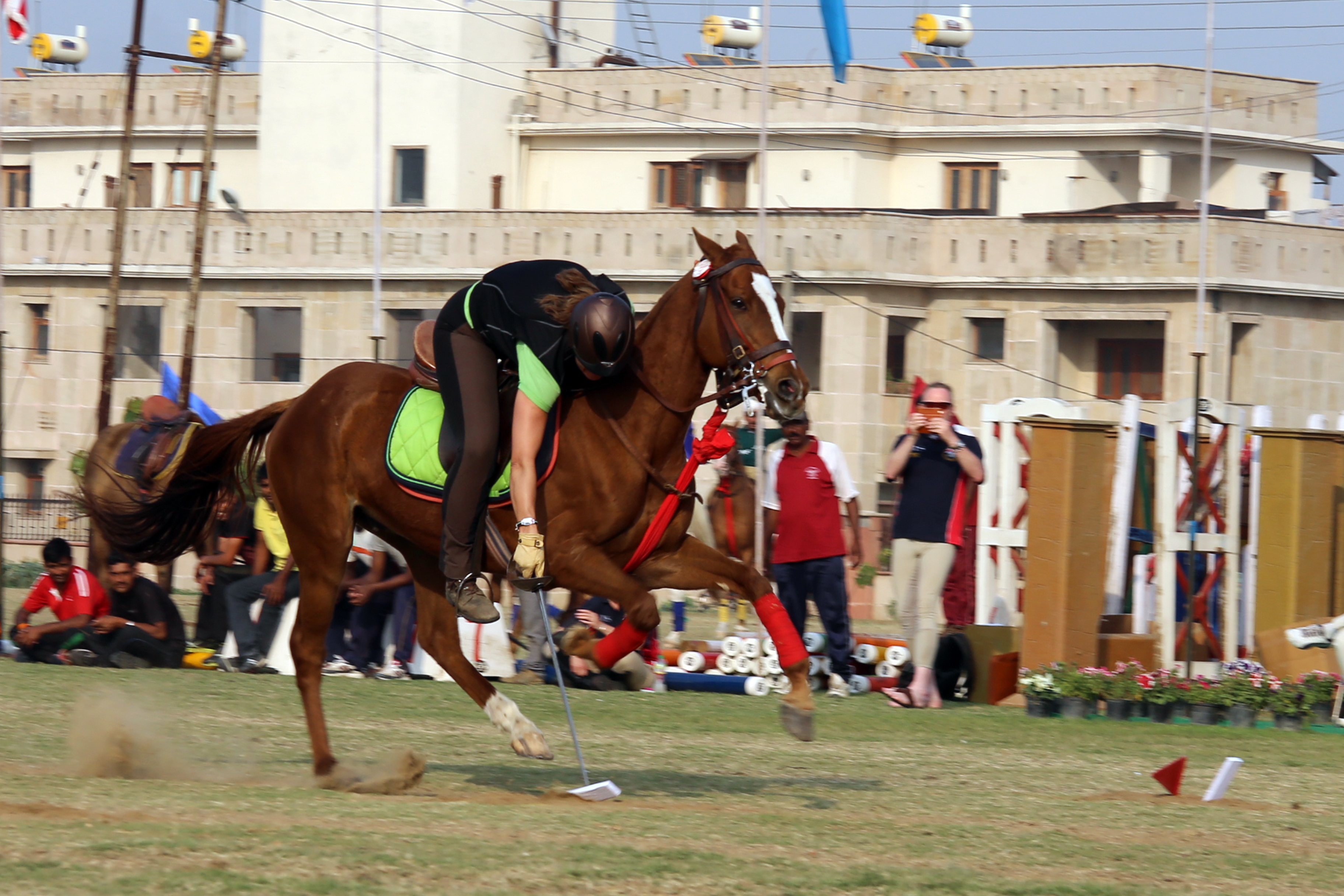
Compétition de tent pegging en Afrique du Sud.

Les pratiques équestres sud-africaines sont désormais très diversifiées, bien qu'il existe une forte dichotomie entre l'usage du cheval dans les régions rurales, et les activités équestres des espaces urbains et péri-urbains. Si dans les zones rurales les plus pauvres, le cheval reste employé comme un animal de travail, les secteurs des sports et des loisirs équestres se sont en parallèle largement développés, certains chevaux de sport pouvant atteindre des valeurs commerciales conséquentes.
L'attelage, le dressage, le para-dressage, l'endurance, le concours complet, le reining, le saut d'obstacles et la voltige en cercle sont couramment pratiqués en Afrique du Sud. La South african equestrian federation recense aussi, parmi les pratiques équestres nationales, l'archerie montée, les pony games, le polo, le polocrosse, le saddle seat, le show, le tent pegging et l'équitation de travail.

## Élevage

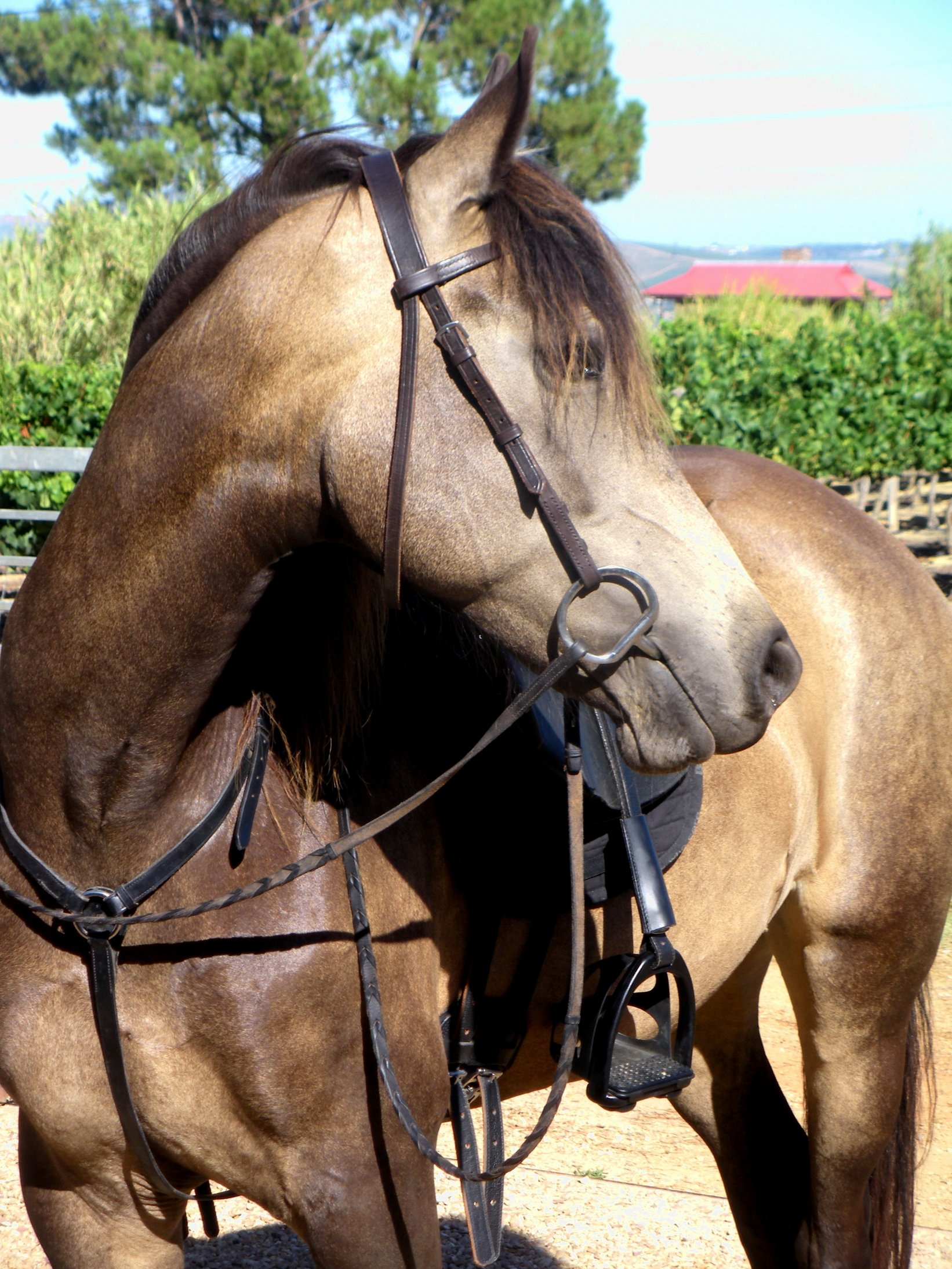
Un Boerperd moderne.

L'Afrique du Sud est, parmi les pays africains, l'un de ceux dont la population équine est la plus importante et diversifiée. Le pays compte officiellement 7 races de chevaux locales développées et subsistant sur son sol : le Boer moderne (en deux variétés : Boer du Cap et Boer sud-africain), le Nooitgedacht, le Miniature sud-africain, le Vlaamperd, le Rancher, et le cheval de sport local, là aussi géré par deux sociétés de race. Au total, une trentaine de races différentes y sont élevées, pour la plupart à partir d'importations. Le secteur du sport hippique implique ainsi l'élevage du Pur-sang. L'Afrique du Sud compte aussi 4 races locales de chevaux désormais éteintes : le cheval du Cap (ou Boer historique), le Namaqua, le Calvinia et le Carrossier du Cap

### Maladies et parasitisme
Le pays est frappé par des épidémies de peste équine tout au long de son histoire, cependant, au XXIe siècle, le recours à la vaccination du cheptel permet de limiter les pertes. Un embargo frappe les exportations de chevaux depuis les régions où le virus reste implanté : seuls les chevaux du Cap-Occidental peuvent être exportés, après une période de quarantaine. Les carnivores qui dévoreraient la viande d'un cheval infecté peuvent être contaminés à leur tour.
De nombreux foyers de grippe équine ont été signalés en Afrique du Sud, au Lesotho et en Namibie en 1987 ; dès déclaration des foyers épidémiques, les déplacements de chevaux ont été restreints.

## Culture

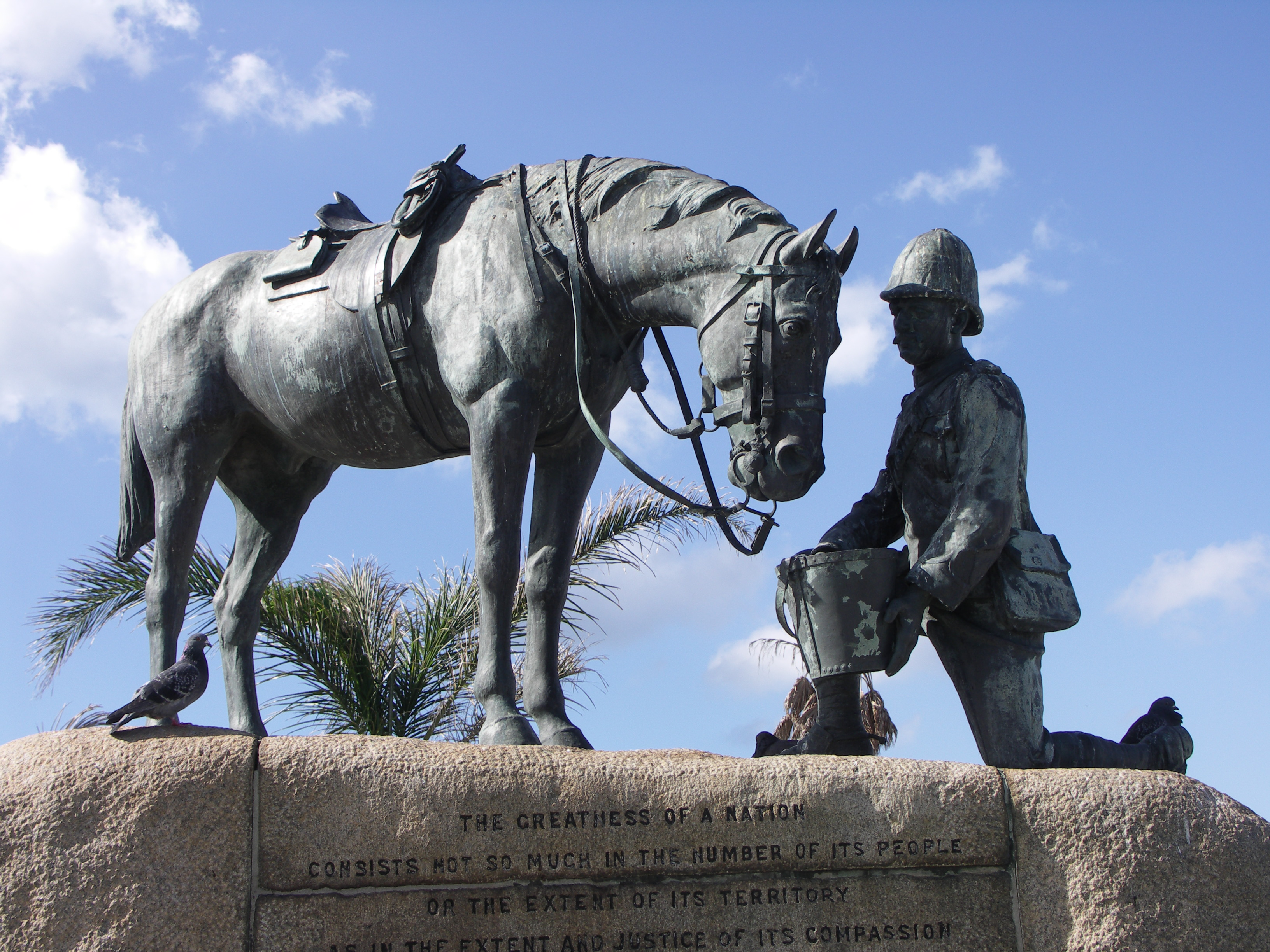
Le Horse Memorial, en hommage pour la seconde guerre des Boers.

La culture équestre d'Afrique du Sud montre une forte intrication entre rôle économique, rôle militaire et rôle politique du cheval. Au contraire de la culture des cow-boy américains, le cheval n'incarne pas pour les Boers l'idée de la liberté et des grands espaces, mais au contraire celle de la civilisation, une extension de la civilisation occidentale qu'il convient selon eux de protéger pour s'étendre.
Le Horse Memorial a été créé à Port Elizabeth, en hommage aux 600 000 montures militaires tuées durant la seconde guerre des Boers.